# Homoporus
Homoporus är ett släkte av steklar som beskrevs av Thomson 1878. Homoporus ingår i familjen puppglanssteklar.

## Dottertaxa tillHomoporus, i alfabetisk ordning[1][2]
- Homoporus acuminatus
- Homoporus aegyptiacus
- Homoporus apharetus
- Homoporus arestor
- Homoporus atriscapus
- Homoporus brevigenalis
- Homoporus budensis
- Homoporus cognatus
- Homoporus crassiceps
- Homoporus desertarum
- Homoporus destructor
- Homoporus febriculosus
- Homoporus flaviventris
- Homoporus fulviventris
- Homoporus gibbiscuta
- Homoporus gladiatus
- Homoporus gusztavi
- Homoporus hallami
- Homoporus isosomatis
- Homoporus japonicus
- Homoporus luniger
- Homoporus mordellistenae
- Homoporus nubilipennis
- Homoporus nypsius
- Homoporus octoguttatus
- Homoporus propodealis
- Homoporus pulchripes
- Homoporus rosae
- Homoporus rungsi
- Homoporus semiflavus
- Homoporus semilongifasciatus
- Homoporus semiluteus
- Homoporus silvanus
- Homoporus sinensis
- Homoporus stipae
- Homoporus subniger
- Homoporus sucinus
- Homoporus texensis
- Homoporus titanes
- Homoporus verticalis